# Phacaceae
Famille
Synonymes
- Phacidae

Les Phacaceae sont une famille de flagellés de l'ordre des Euglenida.

## Étymologie
Le nom vient du genre type Phacus, dérivé du grec  φακός / phacos, lentille, en référence à la forme de cet organisme unicellulaire.

## Liste des genres
- Discoplastis Triemer, 2006
- Lepocinclis Perty, 1849
- Phacus Dujardin, 1841

## Publication originale
(en) Jong Im Kim, Woongghi Shin et Richard E. Triemer, « Multigene analyses of photosynthetic euglenoids and new family, Phacaceae (Euglenales) », Journal of Phycology, vol. 46, no 6,‎ décembre 2010, p. 1278–1287 (DOI 10.1111/j.1529-8817.2010.00910.x, lire en ligne, consulté le 13 septembre 2020)